# Merguez

Salsicha Merguez

Merguez é uma salsicha originária do Magreb, tradicionalmente feita com carne de carneiro e várias especiarias, que se tornou muito popular em França e depois no resto do mundo. Podem ser servidas simples, em cuscuz, em sanduiches, fritas com ovos ou recheando pasteis. 
Além das salsichas, metidas em tripa (natural ou artificial), e divididas em secções pequenas (cerca de 12 cm), a mesma mistura de carne e especiarias pode ser transformada em bolas (cafta), que podem ser assadas, fritas ou guisadas, ou em rolos para assar no espeto. Apesar da receita tradicional conter apenas carne, gordura e tripa de carneiro, na França e noutros países a merguez é feita com uma mistura de carnes de vaca e carneiro e, na Nova Zelândia existe mesmo uma preparação comercial com uma mistura carne de vaca e de porco (no Magreb, as pessoas são maioritariamente muçulmanas, portanto o porco está proíbido). 

## Receita de merguez caseira
Moer a carne e misturá-la com alho esmagado, raz el hanout, canela e cominho moídos (se a combinação disponível do raz el hanout não inclui estes temperos), harissa, azeite, páprica e sal. Deixar repousar a mistura num lugar fresco pelo menos duas horas. Entretanto, lavar bem e escaldar a tripa, antes de a encher com a mistura. Deixar secar as salsichas ao ar livre durante 24 horas, antes de as guardar na geleira. 